# زیردریایی کی-۴۳
زیردریایی کی-۴۳ (به انگلیسی: Soviet submarine K-43) یک زیردریایی بود که طول آن ۹۵ متر (۳۱۲ فوت) بود.